# جون إي. بيك
جون إي. بيك (بالإنجليزية: John E. Beck)‏ هو ناشر وسياسي أمريكي، ولد في 10 مايو 1869 في بوسطن في الولايات المتحدة. حزبياً، نشط في الحزب الجمهوري. وقد انتخب عضو مجلس نواب ماساتشوستس.